# Giulio Perotti
Giulio Perotti fue el nombre artístico de Julius Prott (Ueckermünde, Mecklemburgo-Pomerania Occidental, Alemania, 13 de marzo de 1841 - Milán, Italia, 28 de febrero de 1901), fue un tenor alemán.

## Biografía
Prott, que inició su formación como comerciante, tomó sus primeros estudios musicales en la escuela Stern'sches Konservatorium de Berlín, y los amplió posteriormente en Florencia, Milán y París, con Gustave Roger. 
Su carrera como cantante de ópera se inició en Breslau en 1863, y se desarrolló por toda Europa. Fuera de Alemania apareció en todos los grandes teatros italianos, así como en Londres, Madrid, Moscú y Constantinopla. 
En América se presentó en los principales teatros de Estados Unidos, particularmente en la Metropolitan Opera de Nueva York, así como en Montevideo y Buenos Aires. En 1866 fue miembro de la compañía de la Hofoper de Viena, y, durante varias temporadas, también de la ópera de Budapest.

## Éxitos en el mundo de la opera
Sus mayores éxitos se desarrollaron en los papeles de tenor de carácter heroico: en Les Huguenots, Le Prophète, Guglielmo Tell, La Juive, Faust, Il trovatore , Otello, pero especialmente en el repertorio wagneriano (Lohengrin, Tannhäuser, Rienzi, Siegmund, Siegfried...).

## Éxitos comorosalista
Desde 1879 puso en marcha en Trieste un negocio de floricultura con el que adquirió renombre internacional como cultivador de rosas.